# Eckington, Worcestershire
Eckington är en civil parish i Storbritannien.   Den ligger i grevskapet Worcestershire och riksdelen England, i den södra delen av landet, 150 km väster om huvudstaden London.